# Curița, Bacău
Curița este un sat în comuna Cașin din județul Bacău, Moldova, România.

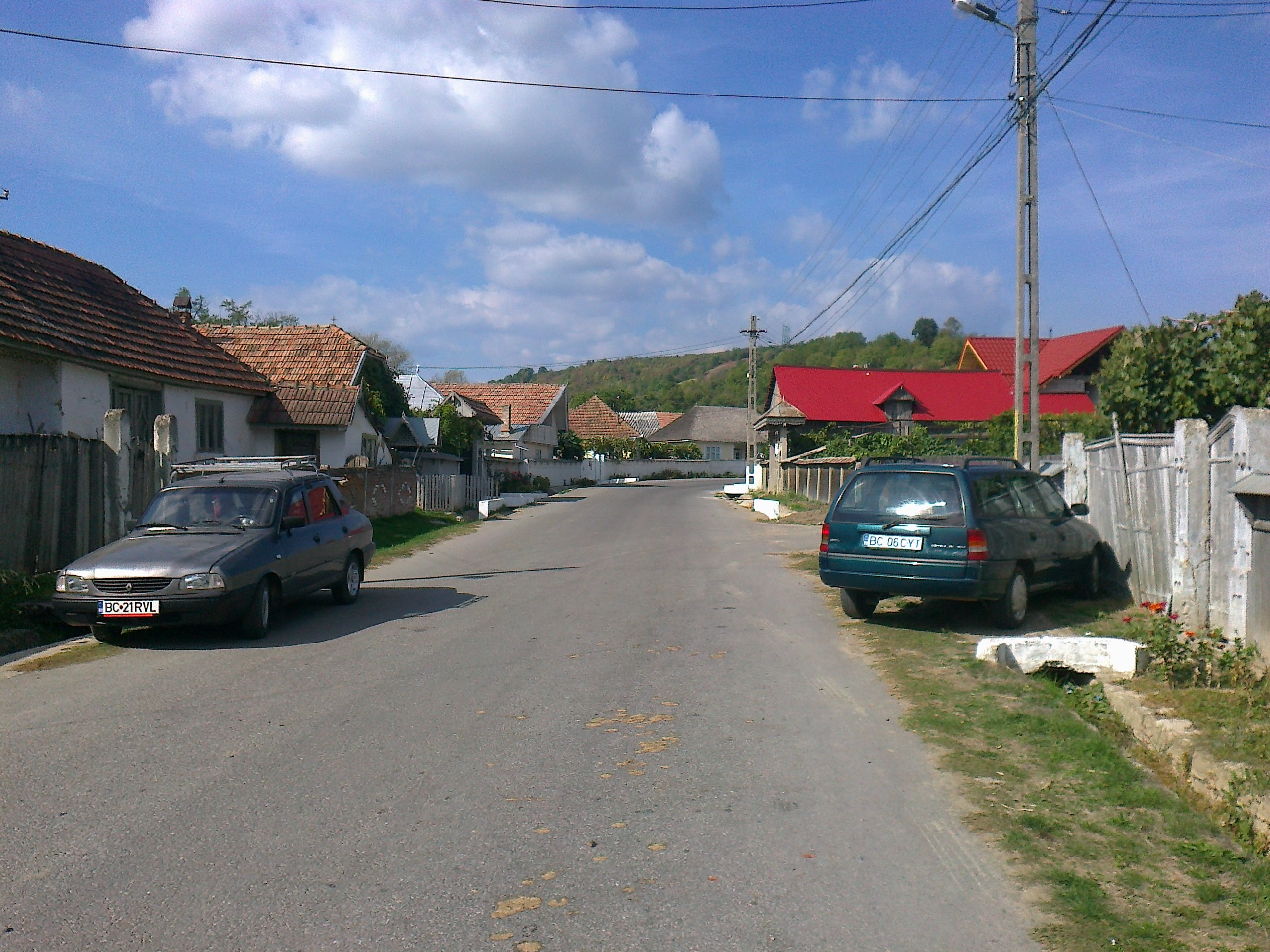
Vedere din satul Curița.

## Istoric
În anul 1711 se întemeiază satul Curița cu numele după apa Curiței. La început depindea de administrația  mănăstirii însă, la 1874 s-a alăturat comunei Bogdănești. S-a despărțit apoi formând comuna aparte, însă din lipsă de venituri, Curița s-a alipit la Cașin așa cum o găsim până azi. Cu acordul Mănăstirii, aici a fost construită biserica „Sfâtul Nicolae”.
Legenda spune că numele de Curița vine de la procesul de curățire a pădurilor din jur, de către călugări.

## Geografia

### Poziție geografică
Satul Curița este amplasat pe valea lăturalnică a râului Cașin, având același nume. Se învecinează înspre apus cu comuna Bogdănești, spre miază-zi cu Mănăstirea Cașin iar în celelalte direcții cu satul Cașin. Satul Curița este un sat liniar, așezat de-a lungul văii, de o parte și de alta a șoselei.

### Relief
Relieful acestei zone este format din dealuri înalte. Acestea sunt bogate în păduri de fag și de stejar, și în animale sălbatice. Fiind o zonă de deal, Curița conține mai mult soluri argile-calcaroase. Ținutul este împânzit de numeroase ape curgătoare și izvoare asemeni celor de munte, reci și limpezi. La ieșirea din sat, la o distanță de vreo 5km, există un izvor de salamură la care vin și locuitori ai satelor vecine. Acest izvor are o întrebuințare foarte mare pentru locuitorii comunei Cașin, salamura fiind foarte folosită aproape în fiecare gospodărie.

### Hidrografia
Valea Curiței este străbătută de pârâul Curița. Acesta izvorăște din spatele muntelui „Măgura Cașinului”, din coastele dealului „Chioșuri” și adună până la vărsarea în Cașin afluenți de dreapta, pâraiele: Bulziș, Sârbul, Sihastru, Brăduleasa, Corbu, Lărguța și pârâul Stânii. Din partea stângă, pârâul Curița adună afluenți pâraiele: pârâul Popii, pârâul Barbului și pârâul Sărat.

## Cultura

### Instituții de cultură

#### Biserica
Este clădită din lemn de stejar tăiată de pe terenul din jurul ei. Construcția este făcută în 1777 de către preotul Neculai Sbârcea, după cum dovedește următorul document:  Cuvioșiei Cat. Egumen Kir Kirile, Cu părintească Blagoslovire „Pentru biserica ce va să facă preotul Neculai Sbârcea pe moșia Curița a Mănăstirii Cașin, de vreme ce sunt în mijloc presupusuri ca acelea, se cade să dea numitul preot zapis mănăstirii și într-acel chip îi vei da și Cuvioșia ta voie să o facă, căci noi nu poftim pagubă Mănăstirei. Și cu această suntem cuvioșiei tale părinte sfletesc.”

#### Școala

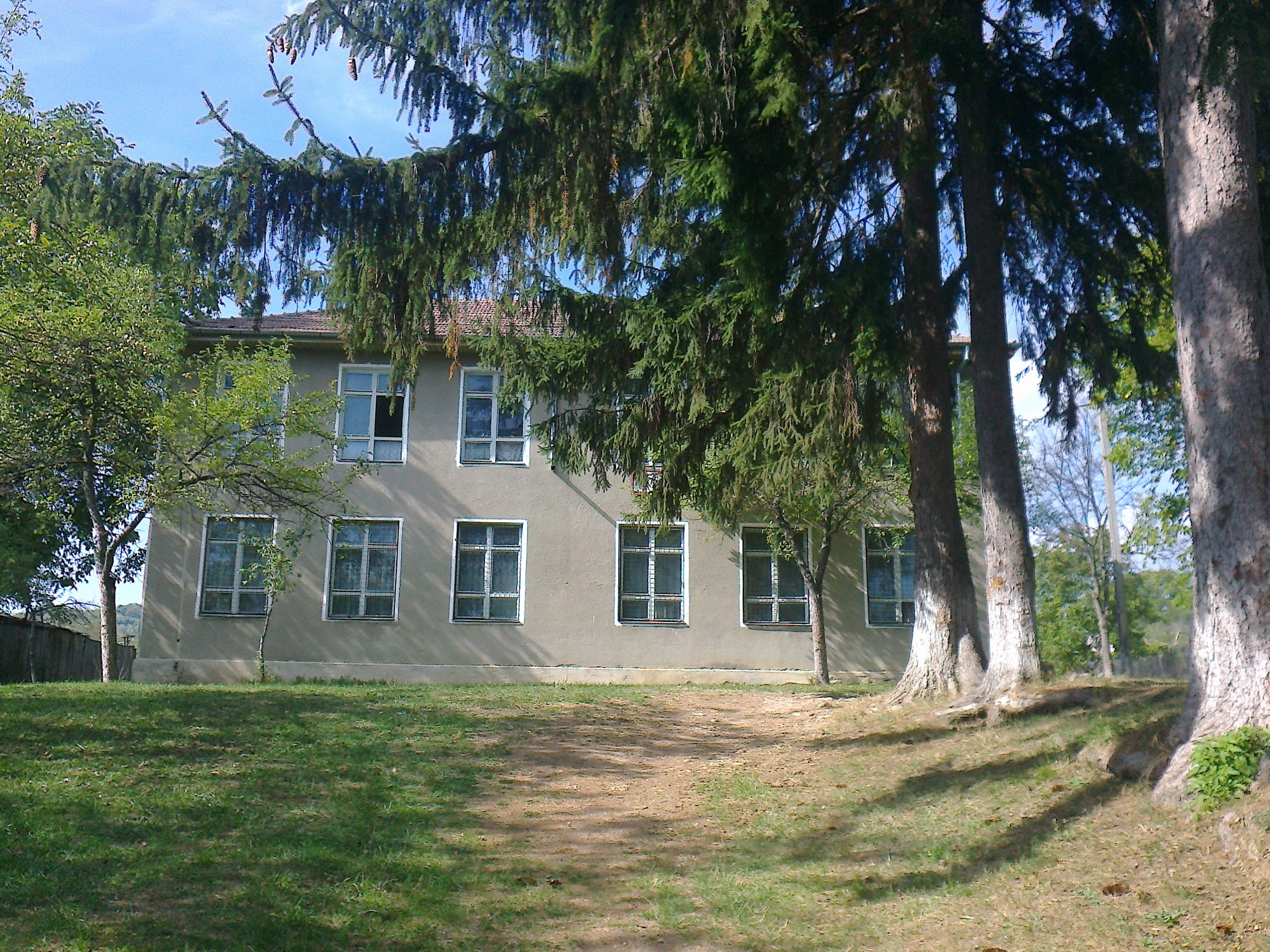
Școala primară din satul Curița.

Școala din Curița, înființată în anul 1905, a funcționat până în anul 2010. Școala este situată într-un cadru verde, înconjurată de mulți copaci și fiind aproape de dealurile împădurite, este un loc foarte frumos pentru studiu. Acum copiii din Curița învață la Școala Cașin, fiind transportați cu un microbuz școlar.

#### Căminul cultural

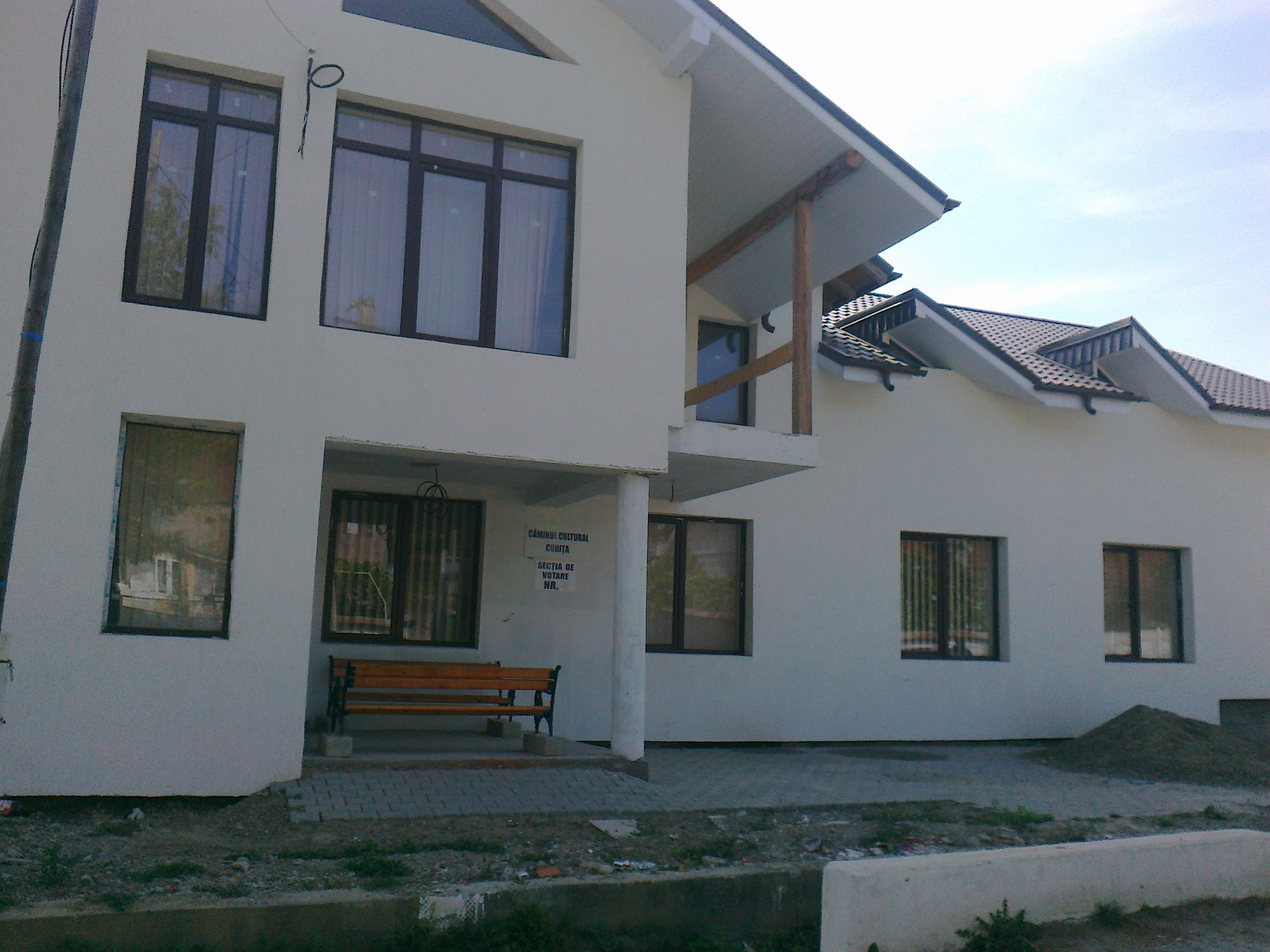
Căminul cultural modern din Curița.

Căminul Cultural din Curița a fost modernizat în anul 2011 de către Cosmin Curelea, printr-un proiect din mandatul său ca primar.

#### Grădinița

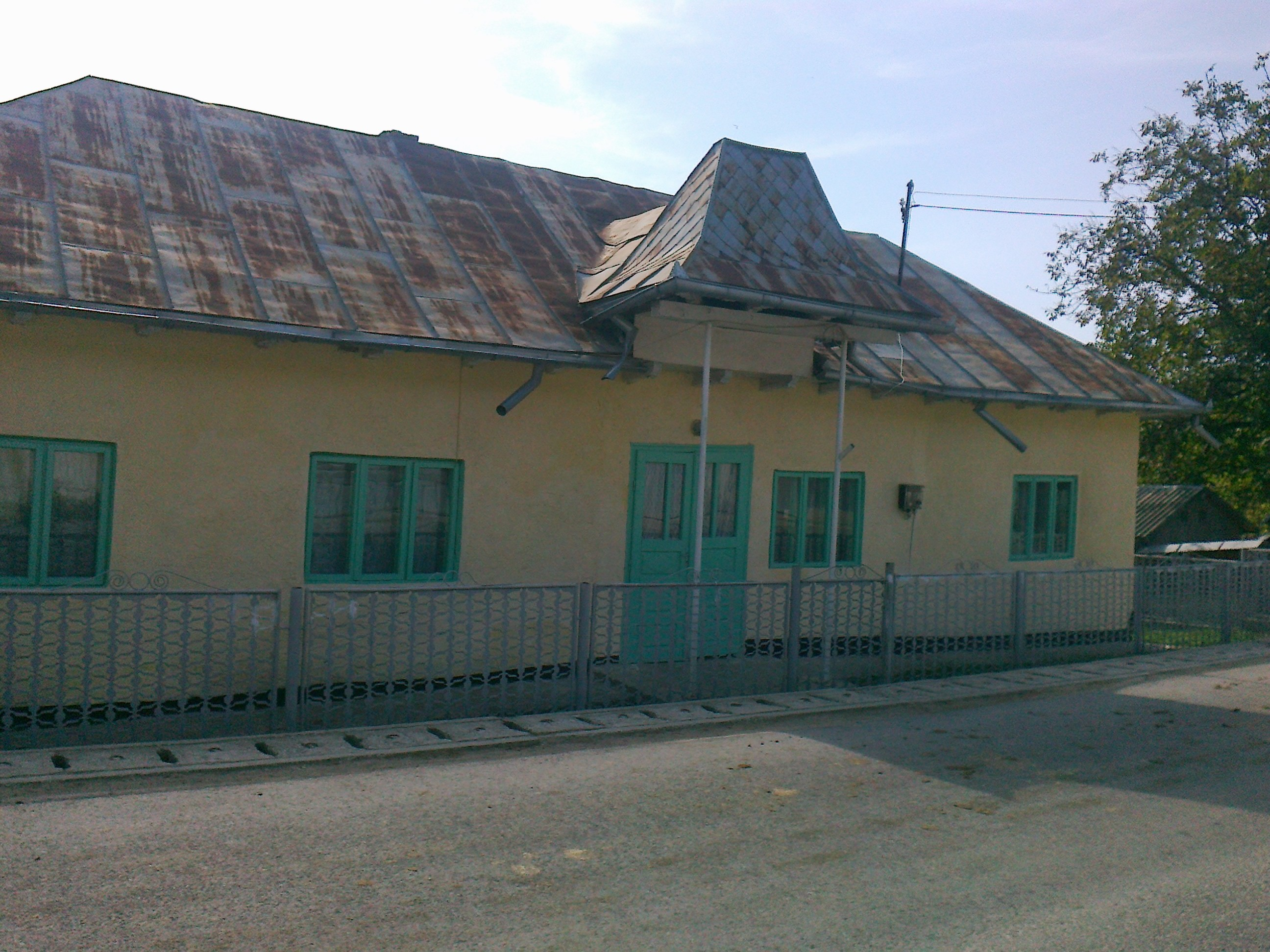
Grădinița din Curița.

Grădinița din sat nu mai funcționează, asemeni școlii. Micii copii sunt și ei transportați la grădinița din Cașin.

### Cimitirul Eroilor
Cimitirul Eroilor este locașul unde locuiesc în vecii vecilor trupurile neînsuflețite ale acelora care și-au sacrificat sângele și viața pentru independența și întregirea neamului.
După terminarea primului război mondial, s-au întreprins cercetări pe văile, coastele și crestele munților, pe dealuri și toate meleagurile unde au fost lupte. S-au adunat os cu os, trupurile celor căzuți în luptă, s-a făcut identificarea războinicilor pe cât s-a putut. S-a format un cimitir militar la locul numit „Pârâul Sărat” între satele Cașin și Curița. Eroii identificați au fost îngropați fiecare în mormânt separat, având fiecare la cap o cruce de lemn pe care era scris numele și unitatea din care făcea parte. Cei neidentificați au fost îngropați într-un mormânt comun.
În fiecare an la Sărbătoarea Eroilor (care coincide cu sărbătoarea ortodoxă de Înălțarea Domnului), mulți săteni în frunte cu clerul, școala și autoritățile locale asistă la parastasul ce se face în amintirea celor căzuți pe câmpul de luptă.
În ziua de 19 aprilie 1918, Regina Maria vizitând cimitirul Eroilor de la Cașin - Curița, scrie în lucrarea sa, „Povestea vieții mele”:„Am vizitat și unul din marile cimitire militare, nu departe de Mănăstirea Cașin, într-o mică și adâncă vale lăturalnică. Este un loc pustiu și melancolic printre dealuri joase și sterpe, dar este minunat de bine îngrijit și orânduit. Sunt câteva sute de morminte cu cruci de lemn de mesteacăn. Toate de aceeași mărime. Fiecare cruce are câte o coroană de frunziș de brad, atârnată de brațele ei întoarse. Coroanele se vestejiseră și căpătaseră culoarea ruginie. Soarele era în asfințit și lumina cu ultimele lui raze crucile albe și ramurile veștejite, care dobândiseră culoarea vie portocalie ca fundurile dealurilor sterpe în culoarea nisipului fără un singur pom; era o simfonie melancolică, dar nespus de armonioasă. Rătăcind de colo, colo multă vreme, printre tăcute oase a crucilor, întrebându-mă cine plânge oare, sau e chinuit de dor după aceste tinere ființe care n-aveau să se mai întoarcă la vetrele lor niciodată”.
”Societatea mormintelor Eroilor” a dezgropat pe toți scumpii noștri morți din cimitirul „Pârâul Sărat”, i-a transportat și reînhumat la Cimitirul din Onești, departe de locul unde luptaseră ei. Cimitirul din Cașin era o vie mărturie a luptelor grele din 1917, de pe valea Curiței, stropită cu sângele și albită cu oasele celor peste trei mii de eroi numai ai comunei Cașin.
Astăzi, există în centrul comunei, în fața primăriei aflată în satul vecin Cașin, un monument din marmură, albă și neagră, pe care sunt înscrise numele tuturor eroilor comunei, și amintește de jertfa făcută de aceștia în Primul Război Mondial. Acest monument a fost ridicat și dezvelit în data de 24 octombrie 1999, de către Ion Gosav în mandatul său ca primar, în prezența sutelor de cetățeni din comună, a elevilor și direcțiunii școlii reprezentată de către prof. Remus Bălănică, a câtorva zeci de veterani, și a preoților care au sfințit acest monument închinat celor dragi care s-au jertfit pe meleaguri străine pentru libertatea noastră. Atunci când a fost ridicat, era acoperit cu gresie, modernizarea lui fiind făcută în anul 2010 de către profesor Cosmin Curelea, în calitate de primar, în mandatul său.

#### Eroii satului Curița din primul război mondial
- Vrânceanu Dimitrie, soldat reg. 4 Vânători;
- Enache George, soldat reg. 67 inf, prizonier;
- Stoican Neculai, soldat reg 27 inf, prizonier;
- Viziru Ioan, soldat reg. 67 inf;
- Buzatu Vasile, soldat reg. Batalion Vânători de munte, mort dealul Malaiului Curița;
- Marin Istrate, soldat reg. 27 inf, prizonier;
- Porumb Ion., soldat cerc de recrutare Bacău;
- Negoiescu I., soldat reg. 2 grăniceri, mort dealul Malaiului Curița;
- Porumb Neculai, soldat reg. 2 grăniceri, mort dealul Malaiului Curița;
- Marcu Radu, soldat reg. 27 inf;
- Gură Gh. Vasile, soldat reg. 2 grăniceri, mort dealul Malaiului Curița;
- Răuță Gheorghe, soldat cerc recrutare Bacău, prizonier;
- Floroiu Vasile, soldat reg. 67 inf;
- Marcu Ion, sergent reg. 27 inf, mort la Cărbunești;
- Botezatu Gheorghe, soldat reg. 4 Vânători, prizonier;
- Rusu Alex I., reg. 7 Roșiori;
- Marcu Stoica I. I., soldat reg. 27 inf, prizonier;
- Gheorghe Rusu, soldat reg. 7 Roșiori;
- Gură Constantin, soldat reg. 27 inf, prizonier Argeș;
- Marin N. Gh., soldat reg. 19 artilerie, mort la Turtucaia;
- Floroiu Gh. I., sergent reg. 27 inf, mort la Cărbunești;
- Enache Ion, soldat reg. 27 inf, mort la Toplița;
- Dragomir Ion, soldat reg. 1 artileria Călăreață;
- Zărnescu Gh., reg. 27 inf;
- Floroiu Gh., soldat batalionul 7 pionieri;
- Comăneciu Neculai, soldat reg. 67 inf;
- Lepădatu Gh. Vasile, soldat reg. 27 inf;
- Marcu Stoica N. V., soldat reg. 27 inf, prizonier;
- Rusu Neculai, soldat reg. 27 inf;
- Marcu G. Ioan, soldat reg. 27 inf;
- Botezatu Gh., mort Sovarad, Transilvania, Sept.1916.

#### Eroii satului Curița din al doilea război mondial
- Bămcilă Ion;
- Boitan Gh.Gheorghe;
- Botezatu Gheorghe;
- Botezatu Constantin;
- Botezatu Constantin;
- Botezatu Gheorghe;
- Fudulache Ioan;
- Fudulache Vasile;
- Gură Vasile;
- Maxim Gheorghe;
- Mititelu Vasile;
- Mititelu Neculai;
- Neagu Mircea;
- Răuță I. Ioan;
- Răuță I. Neculai;
- Stoican Neculai;
- Stoica-Marcu Gheorghe;
- Stoica-Marcu Ion;
- Vrânceanu Ion - ofițer, învățător.